# 鳞枝树
鳞枝树（学名：Aextoxicon punctatum）是鳞枝树科（Aextoxicaceae）及鳞枝树属的唯一一个已知物种，生长在智利和阿根廷南部，属智利藤目。
鳞枝树是大型常绿乔木，只生长在智利西海岸的温带雨林和智利与阿根廷南部的阔叶林中，是森林中最高的树种。
1981年的克朗奎斯特分类法将其分入大戟科，1998年根据基因亲缘关系分类的APG 分类法认为应该单独分为一个科，但无法编入任何一目，直接放到核心真双子叶植物分支下面。
2009年APG III确认了本科与智利藤科的亲缘关系，两科组成单系群，成立了智利藤目。